# Jos Everts
Jos Everts (Delfzijl, 15 februari 1964) is een Nederlandse triatleet. Als dagelijks beroep is hij apotheker en woont in Vught. Hij werd Nederlands kampioen triatlon op de lange afstand.
In 1988 maakte Jos zijn debuut op de lange afstand en finishte als twaalfde tijdens Triatlon van Almere. In 1989 werd hij vijfde. Zijn beste prestatie leverde hij in 1990 in Almere met het winnen van de nationale titel op de lange afstand. Tevens vestigde hij dit jaar het wereldrecord indoortriatlon. 1500 m zwemmen (zwembad), 40 km fietsen (hometrainer) en 10 km hardlopen (loopband) werden afgelegd in een tijd van 1 uur 29 minuten en 50 seconde en verbeterde hiermee het oude record met ruim 12 minuten.
Na het kampioenschapsjaar werd hij in 1991, toen de wedstrijd ook dienstdeed als Europees kampioenschap, tweede achter Ben van Zelst in een tactisch gelopen race. Bij zijn debuut op de Ironman Hawaï eindigde hij op de elfde plaats.
In 1992 wint Jos de Ironman Europe in Roth met een snelle tijd van 8:06.12. Hij kwalificeert zich hiermee opnieuw voor de Ironman Hawaï waarbij hij als 22e finisht in 8:54.11.

## Palmares

### triatlon
- 1988: 12e Triatlon van Almere - 9:22.32
- 1989: 5e Triatlon van Almere - 9:42.47
- 1990:  NK in Almere - 8:29.46
- 1990: 18e WK olympische afstand in Orlando - 1:55.48
- 1991:  EK + NK in Almere - 8:30.20
- 1991: 11e Ironman Hawaï - 8:55.32
- 1992:  Ironman Europe in Roth - 8:06.12
- 1992: 22e Ironman Hawaï - 8:54.11